# FCD/'t Sportcafé
FCD/'t Sportcafé is een Nederlandse zaalvoetbalclub uit Dinxperlo, die op 11 februari 2011 is opgericht. De vereniging is in het seizoen 2011/2012 met 1 team begonnen in de competitie. Inmiddels is de vereniging met 4 teams actief en komt er volgend seizoen (2015/2016) zelfs een vijfde en zesde team bij. Het oprichtingsbestuur bestond in 2011 uit voorzitter Benno Vrieze, penningmeester Arjan Wolsink en secretaris Mark Spoor. Zij vervullen die functies nog steeds en inmiddels zijn Ramon Radstaak en Bas Huntink aan het bestuur toegevoegd. De naam staat voor Futsal Club Dinxperlo. 't Sportcafé is de lokale kroeg die als sponsor de club ondersteund. De zaalvoetbalclub bestaat uit selectiespelers van Ajax Breedenbroek, DZSV en SV Dinxperlo.
FCD/'t Sportcafé heeft zich in korte tijd ontwikkeld tot een enthousiaste vereniging die een belangrijke rol vervult in Dinxperlo en omstreken. Zo is de vereniging inmiddels belast met de organisatie van twee traditionele toernooien, zijnde het RondomDinxperlo toernooi en het Bedrijventoernooi. Ook op sportief gebied is de club in ontwikkeling, getuige de twee kampioenschappen en de (verloren) bekerfinale die al werden behaald. Het eerste team komt thans uit in de tweede klasse, het tweede en derde in de derde klasse en het vierde in de vierde klasse. 